# Criteri de Raabe
El criteri de Raabe és un criteri de convergència per sèries de termes reals positius que fou definit pel matemàtic suís Joseph Ludwig Raabe.

## Enunciat formal
Sigui {\displaystyle (a_{k})_{k\in \mathbb {N} }} una successió tal que {\displaystyle a_{k}>0} {\displaystyle \forall k\in \mathbb {N} }. Si existeix el límit
{\displaystyle \lim _{k\rightarrow \infty }k\left(1-{\frac {a_{k+1}}{a_{k}}}\right)=L}, amb {\displaystyle L\,\in \,\mathbb {R} }
aleshores, si {\displaystyle L>1} la sèrie és convergent i si {\displaystyle L<1} la sèrie és divergent.